# Declaração unilateral de independência do Egito
A declaração unilateral de independência egípcia foi emitida pelo governo do Reino Unido da Grã-Bretanha e Irlanda em 28 de fevereiro de 1922. Através desta declaração, o governo britânico encerrou unilateralmente seu protetorado sobre o Egito e concedeu independência nominal com exceção de quatro "áreas reservadas": relações exteriores, comunicações, militares e o Sudão Anglo-Egípcio.

## Eventos
A declaração foi precedida por um período de negociações inconclusivas entre os governos egípcio e britânico. Os pontos de divergência incluíam a posição do Egito sobre as questões do protetorado e o seu futuro papel no Sudão. O primeiro-ministro egípcio Adly Yakan Paxá e nacionalistas moderados egípcios conseguiram obter um acordo com o Alto Comissário Britânico Edmund Allenby para assegurar uma questão mais geral da independência do Egito. O governo liberal do primeiro-ministro britânico Lloyd George pretendia manter o protetorado sobre o Egito. No entanto, Allenby ameaçou renunciar. Suas ações trouxeram a questão da independência egípcia para debate público e conduziu a uma rápida resposta oficial: duas semanas depois, a declaração foi emitida.
Embora os nacionalistas egípcios encontraram reivindicações imediatas para o fim do protetorado, a declaração foi globalmente insatisfatória, uma vez que não concedeu independência total ao Egito. A soberania egípcia era muito restrita pelos "reservados pontos" das cláusulas. Isso levou a uma pressão constante sobre o Reino Unido pelos nacionalistas egípcios para renegociar a relação entre os dois países, o que finalmente ocorreu com a assinatura do Tratado anglo-egípcio de 1936.

## Texto
O texto a seguir foi publicado pela primeira vez em 1922. Como resultado, ele está atualmente no domínio público nos Estados Unidos, bem como no Reino Unido, onde seus direitos autorais da Coroa expiraram. 

Declaração ao Egito pelo Governo de Sua Majestade Britânica (28 de fevereiro de 1922)
Considerando que o governo de Sua Majestade, de acordo com suas intenções declaradas, deseja reconhecer imediatamente o Egito como um Estado soberano independente; e
Considerando que as relações entre o Governo de Sua Majestade e o Egito são de interesse vital para o Império Britânico;
Os seguintes princípios são declarados:
1. O Protetorado Britânico sobre o Egito é encerrado e o Egito é declarado um Estado soberano independente.
2. Assim que o governo de Sua Alteza aprovar um Ato de Indenização com aplicação a todos os habitantes do Egito, a lei marcial, conforme proclamada em 2 de novembro de 1914, será retirada.
3. Os seguintes assuntos são absolutamente reservados ao critério do Governo de Sua Majestade até o momento em que seja possível, por meio de discussão livre e acomodação amigável de ambas as partes, concluir acordos a respeito entre o Governo de Sua Majestade e o Governo do Egito:
(a) A segurança das comunicações do Império Britânico no Egito;
(b) A defesa do Egito contra toda agressão ou interferência estrangeira, direta ou indireta;
(c) A proteção de interesses estrangeiros no Egito e a proteção de minorias;
(d) O Sudão.
Enquanto se aguarda a conclusão de tais acordos, o status quo em todas essas questões permanecerá intacto.